# 平桑郡
平桑郡，中国南北朝时设置的郡。
北魏景明年间置平桑郡，治今四川省南江县北巴山南麓。西魏废平桑郡。北周天和五年（570年）再置平桑郡, 为集州治，治难江县（今四川南江县）。辖境相当今四川省南江县、巴中市及陕西省汉中市地。下辖难江县、盘道县、曲细县。隋文帝开皇三年（583年）废平桑郡，直属集州。隋炀帝时，难江县改属汉川郡，盘道县、曲细县改属清化郡。